# Buras
Buras är en så kallad census-designated place i Plaquemines Parish i delstaten Louisiana. Enligt 2010 års folkräkning hade Buras 945 invånare.

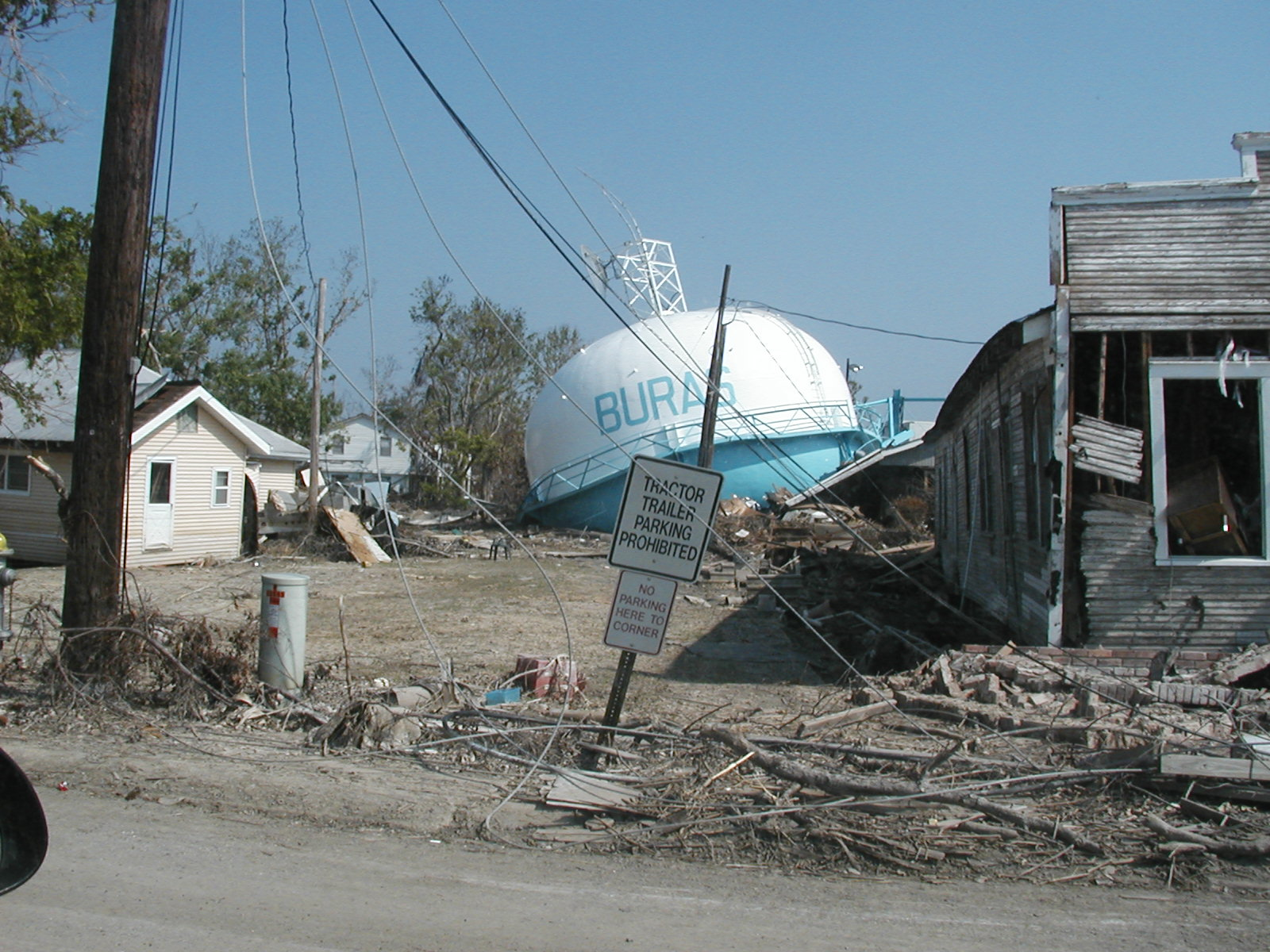
Gamla vattentornet efter Orkanen Katrina.